# Néoules
Néoules – miejscowość i gmina we Francji, w regionie Prowansja-Alpy-Lazurowe Wybrzeże, w departamencie Var.
Według danych na rok 1990 gminę zamieszkiwało 1110 osób, a gęstość zaludnienia wynosiła 44 osoby/km² (wśród 963 gmin regionu Prowansja-Alpy-W. Lazurowe Néoules plasuje się na 364. miejscu pod względem liczby ludności, natomiast pod względem powierzchni na miejscu 406.).